# فالمنتا
فالمنتا (به ایتالیایی: Falmenta) یک کومونه در ایتالیا است که در استان وربانو-کوزیو-اوسولا واقع شده‌است.

## خصوصیات
فالمنتا ۱۶٫۲ کیلومترمربع مساحت و ۲۰۱ نفر جمعیت دارد و ۷۱۵ متر بالاتر از سطح دریا واقع شده‌است.